# Re imperatore

Firma del re Edoardo VIII
La "R" e la "I" dopo il suo nome indicano "re" e "imperatore" in latino ("Rex" e "Imperator").

Un re imperatore, il cui corrispettivo femminile è regina imperatrice, è un sovrano che è contemporaneamente re di un territorio e imperatore di un altro. Questo titolo di solito deriva da una fusione di una corona reale con una corona imperiale, ma riconosce che i due territori sono diversi politicamente o culturalmente e nello status (l'imperatore è un rango superiore rispetto al re). Indica anche lo status imperiale di un re attraverso l'acquisizione di un impero o viceversa.
Il doppio titolo indica il doppio ruolo di un sovrano, ma può anche essere creato per migliorare il prestigio di un sovrano. Entrambi i casi, tuttavia, mostrano che la fusione del dominio non è semplicemente un caso di annessione in cui uno stato è inglobato da un altro, ma piuttosto di unificazione di essi ad uno status quasi paritario, sebbene nel caso della monarchia britannica il fatto che un imperatore sia più alto in grado di un re è stato evitato creando il titolo "Re-Imperatore" ("Regina-Imperatrice") anziché "Imperatore-Re" ("Imperatrice-Regina").

## Nell'Impero Britannico

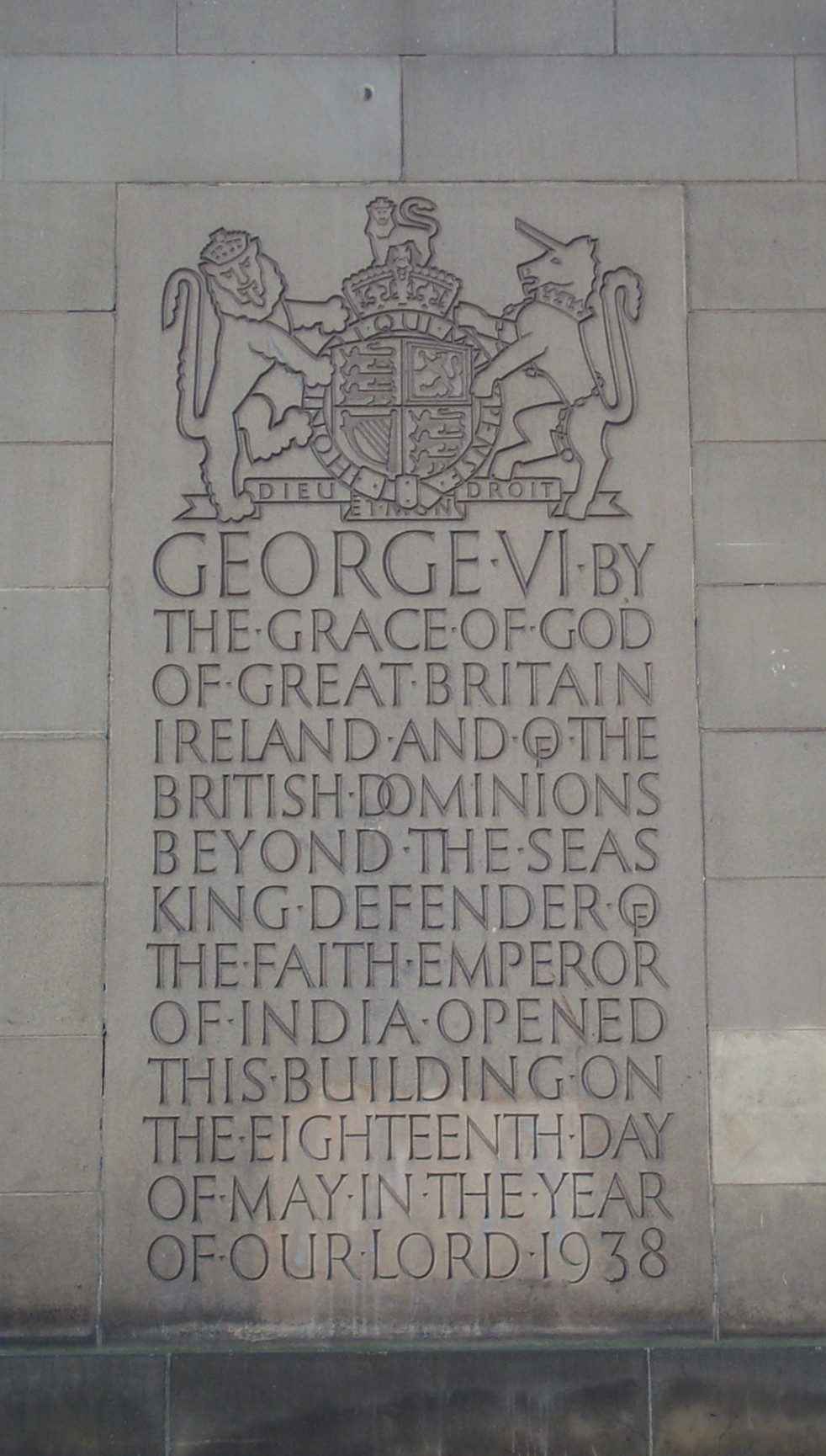
Una targa sulla Biblioteca Centrale di Manchester registra i titoli di Giorgio VI prima della rinuncia al titolo di Imperatore d'India.

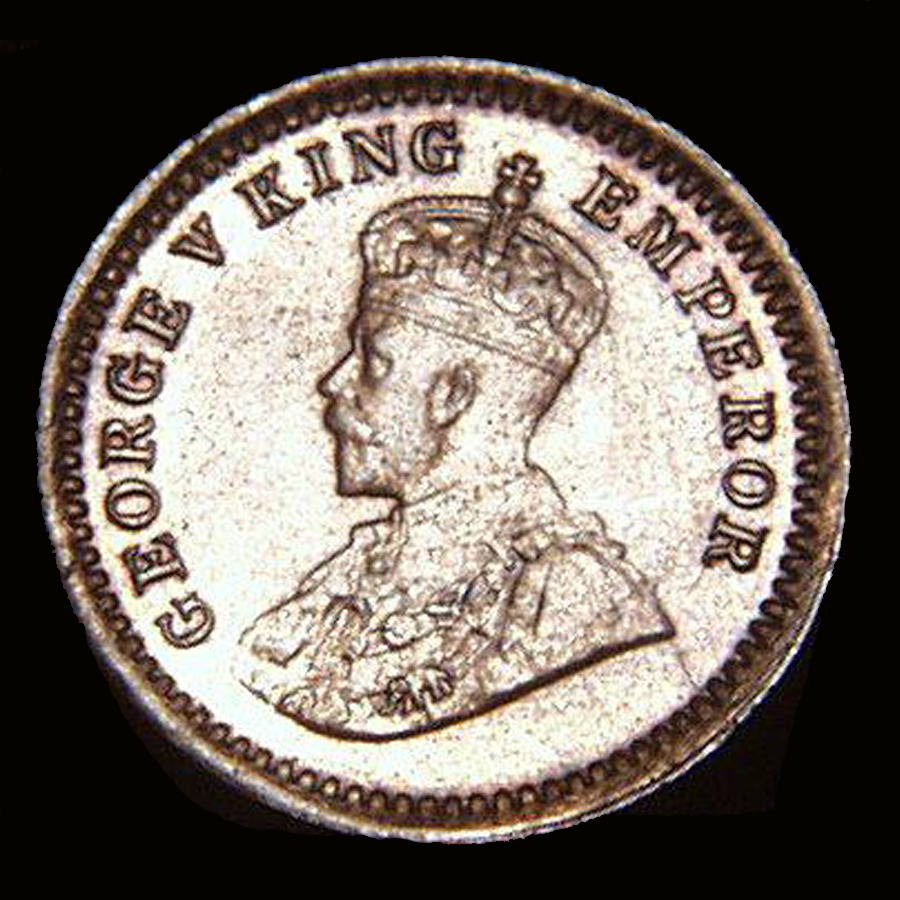
Le monete del Raj Britannico presentavano il titolo "Re Imperatore", come questa moneta di Giorgio V.

La Corona Britannica assunse ufficialmente il governo dell'India britannica dalla East India Company nel 1858, a seguito di ciò che gli inglesi chiamarono "l'ammutinamento indiano". Da quel momento, il nuovo Raj britannico fu governato direttamente da Whitehall attraverso l'Ufficio dell'India. Dopo il Durbar di Delhi nel 1877, la regina Vittoria ottenne lo status Imperiale dal Governo Britannico e assunse il titolo di Imperatrice d'India, divenendo così Regina Imperatrice, e i suoi successori, fino a Giorgio VI, furono conosciuti come Re Imperatori. Questo titolo era la forma abbreviata del titolo completo e di uso popolare.
I Re Imperatori o le Regine Imperatrici regnanti usavano le iniziali RI (Rex Imperator o Regina Imperatrix) o l'abbreviazione Ind. Imp. (Indiæ Imperator/Imperatrix) dopo il loro nome (mentre la Regina Imperatrice regnante, Vittoria, usava le iniziali RI, le tre consorti dei Re Imperatori successivi usavano semplicemente R).
Le monete britanniche e quelle dell'impero britannico e dei dominion del Commonwealth includevano abitualmente alcune variazioni dei titoli Rex Ind. Imp., sebbene nella stessa India le monete dicessero "Imperatrice", e in seguito "Re Imperatore". Quando, nell'agosto 1947, l'India divenne indipendente, tutte le matrici dovettero essere cambiate per rimuovere le ultime due abbreviazioni, in alcuni casi impiegando fino a un anno. Nel Regno Unito e in gran parte dell'Impero britannico, le monete di Giorgio VI portarono il titolo fino al 1948.

## Nell'Austria-Ungheria
Un altro uso di questo duplice titolo avvenne quando, nel 1867, il multinazionale Impero Austriaco, che era governato dagli Asburgo, famiglia di origini tedesca, di fronte al crescente nazionalismo, intraprese una riforma che conferiva diritti nominali e reali alla nobiltà ungherese. Questa riforma ravvivò l'annesso Regno d'Ungheria e quindi creò il doppio stato monarchico di Austria-Ungheria e il doppio titolo di "Re Imperatore" (in tedesco Kaiser und König).
I sovrani della dinastia degli Asburgo governarono quindi come imperatori d'Austria sulla metà occidentale e settentrionale dell'Impero (Cisleitania) e come re d'Ungheria sul Regno d'Ungheria e gran parte della Transleitania. L'Ungheria godeva di un certo grado di autogoverno e rappresentanza negli affari comuni (principalmente relazioni con l'estero e difesa). La federazione portava il nome completo di "I Regni e le Terre rappresentati nel Consiglio Imperiale e le Terre della Corona di Santo Stefano".

## Nell'Impero Coloniale Italiano

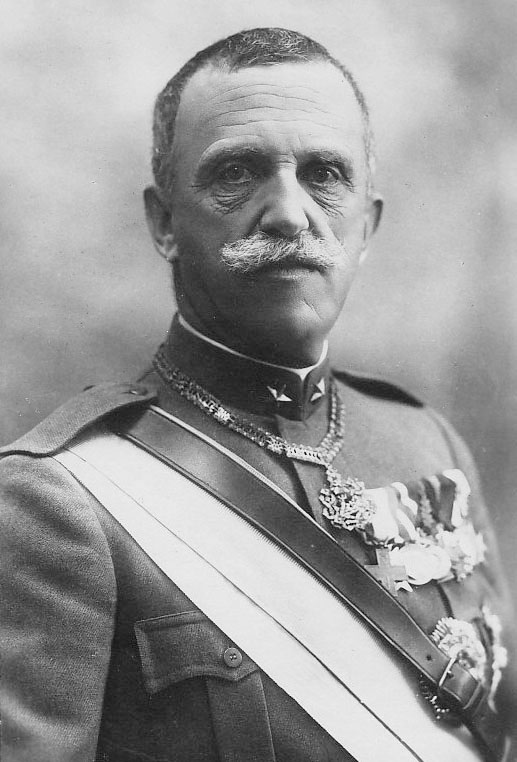
Re Vittorio Emanuele III, unico sovrano italiano a detenere tale titolo.

Nel 1936, con la conquista italiana dell'Etiopia, Vittorio Emanuele III fu proclamato Imperatore d'Etiopia. Così divenne Re Imperatore, ovvero Re d'Italia e Imperatore d'Etiopia, in quanto l'Etiopia era allora un impero. Negli anni seguenti i paesi stranieri via via riconobbero il dominio italiano in Etiopia, come il Regno Unito nel 1937; Con l'armistizio dell'8 settembre 1943 gli alleati imposero a Vittorio Emanuele III la rinuncia ai titoli di Imperatore d'Etiopia e a quello di re d'Albania, in conseguenza di ciò Umberto II quando salì a al trono il 9 maggio 1946 non ereditò il titolo di imperatore ma solo quello di re d'Italia.
Il Re Imperatore era rappresentato dal Viceré, che fu anche nominato governatore generale dell'Africa Orientale Italiana (AOI). La sede del viceré e del governatore generale era Addis Abeba.

## Nell'Impero Tedesco
Quando nella Reggia di Versailles il 18 gennaio 1871 venne proclamata la nascita dell'Impero tedesco, Guglielmo I assunse anche il titolo di imperatore tedesco, titolo che ereditarono anche i suoi successori Federico III e Guglielmo II, quest'ultimo abdicatario nel novembre 1918 fu anche l'ultimo sovrano di Germania.

## Titoli
- L'imperatore serbo Stefan Dušan (1346-1355 ca.), precedentemente re (1331-1345), è attestato con il titolo "Imperatore di Grecia e re di tutte le terre serbe e marittime" in un documento che risale al 1347–56.[1] Dušan è stato descritto come un Re Imperatore".[2]
- Anche l'Impero Tedesco era governato da un Re Imperatore, poiché l'imperatore tedesco era anche re di Prussia.
- Gli Imperatori del Sacro Romano Impero furono anche Re d'Italia, Germania e Borgogna per la maggior parte del tempo in cui il titolo esistette.
- L'imperatore Napoleone I di Francia era anche Re d'Italia. Il suo titolo fu abbreviato in "Imperatore Re" (Empereur-Roi o l'Empereur et Roi) piuttosto che in "Re Imperatore".
- Giovanni VI del Portogallo fu nominato Imperatore del Brasile mentre era anche Re del Portogallo e fu riconosciuto come Re Imperatore fino alla sua morte. Dopo la morte di Giovanni VI, suo figlio Pedro gli succedette brevemente come Re del Portogallo mentre regnava come Imperatore del Brasile.